# ريتشارد هوب
ريتشارد هوب (بالإنجليزية: Richard Hope)‏ هو ممثل بريطاني، ولد عام 1953 في المملكة المتحدة. حصل على اعتراف من Brideshead Revisited الذي أعيد النظر فيه باعتباره الرجل المجند «هوبر»(Hooper)، تحت تهمة «جيرمي ايرونز» (Jeremy Irons)، واشتهر بلعب دور«هيريز باسكو» (Harris Pascoe) في الدراما التلفزيونية البريطانية «بولدارك» (Poldark)، وتشمل مسيرته المسرحية في عام 1996 عندما لعب دور بيير بيزوخوف في الحرب والسلام في المسرح الملكي الوطني، بعد أن لعب دور البطولة في تأليف تولستوي آخر بواسطة «هيلين إدموندسون» (Helen Edmundson)، وفي عام 2015 لعب دور ليفين في آنا كارنينا، ولعب دور هيكتور في «ذا هيستوري بويز» (The History Boys)، وفي عاميّ 2018-2019 لعب دور البطولة في إنتاج «المرأة ذات الرداء الأسود» (The Woman in Black) بدور آرثر كيبس.

## وصلات خارجية
- ريتشارد هوب على موقع IMDb (الإنجليزية)
- ريتشارد هوب على موقع قاعدة بيانات الفيلم (الإنجليزية)